# Calamopus
Calamopus is een geslacht van spinnen uit de familie Cheiracanthiidae.

## Soorten
- Calamopus phyllicola Deeleman-Reinhold, 2001
- Calamopus tenebrarum Deeleman-Reinhold, 2001